# جرجی زیدان
جُرجی زیدانی (۱۴ دسامبر ۱۸۶۱، بیروت - ۲۲ ژوئیهٔ ۱۹۱۴، قاهره) تاریخ‌نگار، داستان‌نویس، و روزنامه‌نگار عرب‌زبان لبنانی است که برای نوشتن ۲۳ رمان تاریخی و تأسیس نشریهٔ الهلال معروف است. طی نهضت بیداری عرب‌ها و شکل‌گیری جنبش النهضة، قصد او از نوشتن رمان‌های تاریخی، آشنا نمودن مردمان عرب با فرهنگ و تاریخ خود بوده‌است.

## زندگی و فعالیت‌ها
وی در ۱۱ جمادی‌الثانی ۱۲۷۸ در خانواده‌ای تنگدست و مسیحی در بیروت به‌دنیا آمد. پدرش، حبیب، از اهالی روستای عَین عَنّوب بود که همراه خانواده‌اش به بیروت مهاجرت کرده و در آنجا در اغذیه‌فروشی کار می‌کرد. وی که خود بی‌سواد بود و فقط خواندن و نوشتن و حساب و کتاب مقدماتی را ضروری می‌دانست، زیدان را در پنج سالگی به مدرسه فرستاد تا در آینده در اداره اغذیه‌فروشی به او کمک کند. زیدان، پس از دو سال، به مدرسه رفت و در آنجا حساب، صرف و نحو، خوش‌نویسی و کمی زبان فرانسه آموخت. در یازده سالگی، با اصرار پدرش، تحصیل را رها کرد.
زیدان یک سال واندی در اغذیه‌فروشی نزد پدرش، و سپس دو سال در یک کارگاه کفاشی کار کرد، اما دوباره نزد پدرش بازگشت. در پانزده سالگی به مدرسه‌ای شبانه رفت و در مدت چهار ماه، با تلاش بسیار، زبان انگلیسی آموخت. در همان زمان، تألیف فرهنگی انگلیسی به عربی را آغاز کرد که ناتمام ماند. در اغذیه‌فروشی با بزرگانی نظیر ابراهیم الیازجی (منتقد، شاعر، روزنامه‌نگار و محقق) و عبداللّه بستانی (شاعر، روزنامه‌نگار و نمایشنامه‌نویس) آشنا شد و به عضویت گروه «جمعیة شمس‌البِرّ»، شعبه‌ای از جمعیت جوانان مسیحی در انگلستان، درآمد و در این گروه، با یعقوب صروف (روزنامه‌نگار، مترجم و داستان‌نویس)، سلیم البستانی (روزنامه‌نگار و داستان‌نویس)، و اسکندر البارودی (به عربی: اسکندربن نقولابن سمعان بن مرادبارودی)آشنا شد. با تشویق‌ها و راهنمایی‌های بارودی، تصمیم گرفت به دانشکده پزشکی برود. دو ماه دروس مقدماتی را نزد بارودی خواند و در ۱۲۹۸ در رشته پزشکی به کالج پروتستان سوری راه یافت و در سال اول، شاگرد ممتاز شد. در اوایل سال دوم، زیدان و دانشجویان دیگر در اعتراض به کاستی‌های دانشکده و برای احقاق حقوق خود و هواداری از استادی که به علت سخنرانی دربارهٔ داروینیسم اخراج شده بود، از رفتن به کلاس خودداری کردند. پس از کشمکش‌های بسیار، دانشکده تصمیم گرفت دانشجویان معترض را اخراج کند.
سپس او در رشته داروسازی امتحان داد و چندی در این رشته درس خواند، ولی آن را نیمه‌کاره رها کرد و برای ادامه تحصیل به مصر رفت، وی قبل از سفر به مصر به عضویت فراماسونری درآمده بود. در ابتدا قصد داشت در مصر در رشته پزشکی ادامه تحصیل دهد؛ اما، با پیشنهاد صاحب روزنامه الزمان، یک سال در آنجا مشغول بکار بود. در همان سال در حمله انگلیس به سودان، برای درهم شکستن قیام محمد احمدبن عبداللّه معروف به مهدی سودانی، در سمت مترجم امنیتی به ارتش انگلستان پیوست. در ۱۳۰۲ به بیروت بازگشت و به فراگیری زبان عبری و زبان سریانی پرداخت و به عضویت المجمع العلمی‌الشرقی درآمد. در ۱۳۰۳، اولین کتاب وی، با عنوان الالفاظ العربیة و الفلسفة اللغویة، در بیروت به‌چاپ رسید و به‌سبب انتشار آن، او عضو انجمن سلطنتی آسیایی گردید. در همان سال، به لندن سفر کرد و با آثار مستشرقان آشنا شد. پس از بازگشت به قاهره، در زمستان همان سال به پیشنهاد یعقوب صروف و فارِس نَمِر، در مجله المقتطف استخدام گردید. وی بیشتر به کارهای اجرایی می‌پرداخت، به‌طوری‌که در مدت یک سال و نیم همکاری، فقط یک مقاله در آنجا به چاپ رساند. در ۱۳۰۶، از سمت خود کناره‌گیری کرد و دو سال در مدرسه العبیدیة الکبری'، به عنوان معلم ارشد، به تدریس زبان عربی پرداخت. در ۱۳۰۸ ازدواج کرد و با مشارکت یکی از دوستانش، چاپخانه کوچکی تأسیس کرد که سال بعد، با کناره‌گیری شریکش، به‌تنهایی اداره آن را برعهده گرفت. وی در اواخر ۱۳۰۹، مجله الهلال را تأسیس نمود.
از ۱۲۹۸ رابطه عمیق و استواری بین زیدان و مستشرقانی مانند نولدکه، گولدتسیهر، کراچکوفسکی و مارگلیوث و وان‌دایک (به انگلیسی: Cornelius Van Alen Van Dyck) ایجاد شد و دفتر مجله الهلال محل رفت‌وآمد مستشرقانی بود که به مصر می‌آمدند. زیدان در ۱۹۰۸ به استانبول، در ۱۹۱۲ به کشورهای اروپایی و در ۱۹۱۳ به فلسطین سفر کرد. در ۱۹۱۰، دانشگاه قاهره از وی برای تدریس تاریخ اسلام دعوت کرد. انتخاب یک مسیحی برای تدریس تاریخ اسلام، اعتراض شدید مسلمانان را برانگیخت و زیدان مجبور به کناره‌گیری از این سمت شد. وی در ژوئیه ۱۹۱۴ در منزل خود در قاهره به‌طور ناگهانی درگذشت. شاعرانی چون احمد شوقی، محمدحافظ ابراهیم، ولی‌الدین یکن، خلیل مُطران و ایلیا ابوماضی در مرگ او مرثیه‌هایی سرودند.

## رمان‌های تاریخی
بیشتر شهرت زیدان به سبب داستان‌های تاریخی اوست و زیدان را پیشگام این نوع ادبی می‌دانند. زیدان ۲۲ داستان تاریخی دارد که اولی المملوک‌الشارِد (چاپ ۱۸۹۱) و آخری شجرة الدّر (چاپ ۱۹۱۴) است. از این میان، هفده داستان به تاریخ عرب و اسلام تا عصر صلاح‌الدین ایوبی بر می‌گردد، چهار داستان متعلق به تاریخ جدید مصر و یکی هم متعلق به تحولات عثمانی است. زیدان تحت تأثیر و نفوذ داستان‌نویسان اروپایی، به خصوص والتر اسکات و الکساندر دوما، بوده و گرچه نتوانسته به سطح هنری آن‌ها برسد، در این زمینه در ادبیات عرب موفق بوده‌است. در این داستان‌ها زیدان قصد دارد وقایع گذشته را در روند دگرگونی حیات سیاسی عرب روایت کند؛ ازاین‌رو، جنبه تعلیمی و سرگرمی داستان‌ها بر جنبه هنری آن‌ها برتری دارد. داستان‌های وی طرح ساده‌ای دارند. محور اصلی این داستانها، عشق مجازی به زیبایی مسحورکننده زنی است که غالباً واقعیت مستند تاریخی ندارد. وی واقعیت‌های تاریخی را با این عشق مجازی می‌آمیزد و با نثری ساده و ایجاد کشمکش و تعلیق و هیجان، خواننده را تا پایان با خود همراه می‌کند. داستان‌های وی بارها تجدید چاپ و به فارسی، ترکی، هندی، روسی، آلمانی و برخی زبان‌های دیگر ترجمه شده‌است. ناقدان شیوه داستان‌نویسی زیدان را ستایش می‌کنند، اما داستان‌هایش اعتبار تاریخی ندارند. به‌نظر می‌رسد که زیدان تعمداً، برای تحقیر عرب‌ها، تاریخ آن‌ها را تحریف کرده‌است. نویسندگانی نظیر فَرح أَنطون در داستان أورشلیم الجدیدة و القائم مقام نسیب بک در داستان خفایا مصر از او پیروی کرده‌اند، ولی هیچ‌کدام نتوانسته‌اند به محبوبیت زیدان دست یابند.

## تأثیر بر دیگران
جرجی زیدان در کتاب تاریخ ادبیات عرب مدعی شد که شیعیان، آثار مکتوب قابل توجّهی در تاریخ عرضه نکرده‌اند و نقش مؤثّری در پیشرفت علوم اسلامی نداشته‌اند.
سه دوست جوان که از دانش آموختگان حوزه علمیه نجف و تربیت یافته فرهنگ شیعه بودند و عمیقاً جریان فرهنگی شیعه را می‌شناختند و این ادعا را خلاف واقع می‌دانستند، با یکدیگر هم پیمان شدند که هر کدام به گونه‌ای به آن پاسخ دهند و زیدان را متوجه خطای تاریخی بزرگش بنمایند.
یکی از آن سه تن، علامه شیخ محمدحسین کاشف‌الغطا (درگذشته ۱۳۷۳ قمری) بود که به نقد روش تحقیق این کتاب پرداخت و خطاهای متعدّد آن را برشمرد و حاصل کار خود را به صورت کتابی به نام النقود و الردود (نقدها و پاسخ‌ها) منتشر ساخت.
دومین دوست، علامه سید حسن صدر بود که کتابی با نام تاسیس الشیعة الکرام لعلوم الاسلام (بنیانگذاری علوم اسلامی به دست شیعه) منتشر شد و محقّقان را متوجّه جنبه‌های ناگفته تاریخ علوم اسلامی نمود.
امّا سومین دوست که علامه شیخ آقابزرگ تهرانی بود که با کوششی زیاد، کتابخانه‌های سراسر کشورهای اسلامی را کاوید و از میان کتاب‌های آن‌ها نزدیک به شصت هزار کتاب شیعی را شناسایی کرد و بدین ترتیب، توانست (کتاب‌شناسی بزرگ شیعه) را از آغاز تاریخ اسلام تا عصر خویش تدوین کند. این کتاب‌شناسی که نگاهی به هزار و سیصد سال فعالیت علمی شیعه دارد، طی حدود سی جلد و با عنوان الذریعة الی تصانیف الشیعة (راهنمای آثار مکتوب شیعه), پاسخ مشروحی بود به ادّعای جرجی زیدان. بعدها این اثر، منشأ تحقیقات تازه‌ای در باب مکتوبات شیعه گشت و آثار فراموش‌شده را بازشناساند.

## آثار

### پژوهش‌های تاریخی
1. تاریخ مصر ۱۸۸۹
2. تاریخ فراماسوا ۱۸۸۹
3. تاریخ ملل ۱۸۹۰
4. تاریخ یونان و روم ۱۸۹۹
5. تاریخ تمدن اسلامی ۱۹۰۲–۱۹۰۶
6. تاریخ عرب قبل از اسلام ۱۹۰۸

### ادبیات
1. زبان عربی و فلسفه زبانی ۱۸۸۹
2. تاریخ ادبیات عرب ۱۹۱۱

### داستان‌های تاریخی
1. المملوک‌الشارِد ۱۸۹۱
2. اسیر المهتدی ۱۸۹۲
3. استبداد ممالیک ۱۸۹۳
4. جهاد المحبین ۱۸۹۳
5. أرمانوس مصری: داستان اگشودن مصر بدست عمروعاص ۱۸۹۶
6. دختران غسان ۱۸۹۷/۹۸
7. عذراء قریش: داستان کشته‌شدن عثمان و جنگ‌های جمل و صفین ۱۸۹۹
8. هفده رمضان: داستان کشته‌شدن علی ابن ابیطالب ۱۹۰۰
9. پیشوای کربلا: داستان کشته‌شدن حسین ابن علی ۱۹۰۱
10. حجاج بن یوسف: دربارهٔ سیاست دوران بنی امیه ۱۹۰۲
11. فتح اندلس ۱۹۰۳
12. شارل و عبدالرحمن: داستان پیروزی‌های اسلام در اروپا ۱۹۰۴
13. ابومسلم خراسانی ۱۹۰۵
14. عباسه دختر هارون الرشید ۱۹۰۶
15. امین و مأمون ۱۹۰۷
16. عروس فرغانه: داستانی در مورد زمان المعتصم و پایتخت شدن سامرا ۱۹۰۸
17. احمد بن طولون: داستانی در مورد مصر در قرن سوم هجری ۱۹۰۹
18. عبدالرحمن ناصر:در مورد دوران زرین اندلس ۱۹۱۰
19. خیزش عثمانی:دربارهٔ اوضاع سیاسی دوره عبدالحمید دوم ۱۹۱۱
20. دختر قیروان ۱۹۱۲
21. صلاح الدین ایوبی ۱۹۱۳
22. شجر الدر ۱۹۱۴

### مجله‌ها
1. مجله الهلال ۱۸۹۲–۱۹۱۴

### زندگی‌نامه
1. زندگی‌نامه جورجی زیدان ۱۹۱۶